# カゼインホスホペプチド・非結晶リン酸カルシウム複合体
カゼインホスホペプチド・非結晶リン酸カルシウム複合体(カゼインホスホペプチド・ひけっしょうリンさんカルシウムふくごうたい、casein phosphopeptide – amorphous calcium phosphate:CPP-ACP)とは牛乳由来の成分の牛乳カゼインを虫歯予防の効果を高めるために人工的に作り出した化学合成物。

一般にはキャドバリーが持つリカルデントの商標名で知られる。

## 概要
オーストラリアのメルボルン大学歯学部教授のエリック・C・レイノルズにより研究され1999年に発表された。その後、オーストラリアの乳製品メーカー、ボンラックフーズ社により商品開発された。
虫歯の原因菌、ミュータンス菌の出す酸により歯の表面のエナメル質が溶かされ、リンやカルシウムなどのミネラルが溶け出してしまい虫歯になる。
CPP-ACPには歯の再石灰化を促進させるミネラル（リン酸カルシウム）を沈殿させないで過飽和の状態にして高濃度かつ吸収されやすい状態にしている。また、このミネラルがエナメル質の内側まで浸透する特徴を持つ。このため歯に失われたミネラルを供給することで虫歯の発生を抑え、歯の再石灰化を促し、歯を強くする作用がある。
ガムや飲料水に含めることで虫歯予防の効果を謳った商品が市販されている。